# Demond Mallet
Demond Mallet (* 22. Februar 1978 in Leesville, Louisiana) ist ein ehemaliger US-amerikanischer Basketballspieler. Der Guard ist ein Cousin dritten Grades des weltbekannten ehemaligen Basketballers Shaquille O’Neal. Mallet spielte unter anderem in der deutschen Basketball-Bundesliga und wurde deutscher Meister und Pokalsieger. In der Bundesliga bestritt er insgesamt 219 Spiele. Später spielte er für die Spitzenvereine DKV Joventut de Badalona (Spanien) und Maccabi Tel Aviv (Israel).

## Karriere
Während seines Studiums in Lake Charles in seinem heimatlichen US-Bundesstaat an der McNeese State University spielte er für deren Cowboys genannte Basketballmannschaft in der ersten NCAA-Division. In 117 Spielen erreichte Mallet 16,6 Punkte im Schnitt und setzte sich mit 1941 Punkten auf den dritten Platz der ewigen Korbjägerliste der Hochschulmannschaft. Mit 206 Ballgewinnen stellte er einen neuen Höchstwert auf.
Vor der Saison 2001/02 versuchte Mallet, in der NBA unterzukommen und spielte bei den Detroit Pistons vor, wurde aber nicht verpflichtet. Er unterschrieb dann einen Profivertrag in Deutschland bei BS/Energy Braunschweig in der Bundesliga. Eigentlich hatte Braunschweig ihn als Spielgestalter verpflichtet, er entpuppte sich aber als Spieler, der bei dem Bundesligisten auf der Position zwei besser zur Geltung kam. Bei den Niedersachsen fand sich Mallet nach Anfangsschwierigkeiten in den ersten Spielen dann gut zurecht, wurde in der Saison 2001/02 als Profineuling bester Korbschütze der Mannschaft (20,2 Punkte/Spiel), befand sich mit Braunschweig jedoch im Abstiegskampf. Mallet bewarb sich in der Sommerpause 2002 erneut in der NBA, diesmal bei den Boston Celtics, wieder sprang kein Vertrag dabei heraus. Der US-Amerikaner, der in Braunschweig zum Liebling der Zuschauerschaft geworden war, verlängerte daraufhin bei den Niedersachsen, am vierten Spieltag der Saison 2002/03 erlitt er einen Kreuzbandriss. Zuvor hatte der US-Amerikaner einen überragenden Saisonauftakt hingelegt. Im April 2004 kehrte er aufs Spielfeld zurück und half mit, die Braunschweiger Mannschaft ins Bundesliga-Halbfinale zu führen, in dem man gegen Alba Berlin ausschied. Mallet blieb ein drittes Spieljahr bei den Niedersachsen, konnte mit der Mannschaft das Abschneiden des Vorjahres aber nicht ansatzweise wiederholen und wurde Elfter der Bundesliga-Hauptrunde. Der US-Amerikaner war mit 21,7 Punkten je Begegnung bester Braunschweiger Spieler im Angriff. In den Jahren 2002 und 2003 wurde Mallet jeweils Braunschweigs Sportler des Jahres. Mallet zeichneten der Drang zum Korb, Schnelligkeit, eine hohe Verlässlichkeit in seinen Leistungen und ein guter Distanzwurf aus, als Schwächen bemängelten seine Kritiker seine Verteidigung und teils Eigensinn.
Nach drei Spielzeiten in Braunschweig wechselte er zum Vizemeister aus Bamberg, mit dem er 2005 auf Anhieb die erste deutsche Meisterschaft gewann. Mit 16,1 Punkten je Begegnung war er zweitbester Korbschütze der Meistermannschaft. In der darauffolgenden Saison machte sich Mallet durch die Auftritte der Bamberger in der EuroLeague auch auf europäischer Ebene einen Namen. Der US-Amerikaner erzielte in dem Wettbewerb in der Saison 2005/06 im Durchschnitt 13,6 Punkte je Begegnung. In der Bundesliga schied der mit Bamberg im Halbfinale gegen Köln aus. Zum Ende der Saison 2005/06 erlitt er ein zweites Mal einen Kreuzbandriss, eine Verletzung, die ihn bereits in Braunschweig ereilt hatte. Für die darauffolgende Saison wurde er vom Titelverteidiger RheinEnergie Köln unter Vertrag genommen, so dass er eine weitere Saison in der Euroleague spielen konnte. Die Meisterschaft in jener Saison gewann zwar sein früherer Klub aus Bamberg, dafür gewann Mallet mit den Kölnern den Pokal. In der Bundesliga mussten sich Mallet und die Kölner Quakenbrück geschlagen geben. Er hatte im Saisonverlauf 2006/07 12,7 Punkte pro Begegnung erzielt.
2007 unterschrieb er einen Vertrag im katalanischen Badalona. Mit Joventut gewann er 2008 den spanischen Pokal sowie auf internationaler Ebene zusammen mit dem deutschen Nationalspieler Jan Jagla sowie den aufstrebenden spanischen Nachwuchskräften Ricky Rubio und Rudy Fernández unter Leitung des erfahrenen Trainers Aíto García Reneses im selben Jahr den ULEB Cup. Mallet führte Badalona im Endspiel gegen Girona mit 26 Punkten als bester Korbschütze der Begegnung zum Gewinn des Europapokals. In der Saison 2007/08 verbuchte er für die Mannschaft in der spanischen Liga ACB im Schnitt 11,2 Punkte je Begegnung, dies sollte sein bester Punktewert seiner Zeit in Spanien bleiben. Nach einer weiteren Saison in Badalona, in der man in der Euroleague in der ersten Runde knapp am deutschen Vertreter Alba Berlin scheiterte, verließ Mallet neben Ricky Rubio und Jan Jagla 2009 den Verein. Die folgende Saison spielte er bei Türk Telekomspor aus Ankara.
2010 folgte ein Wechsel zum belgischen Meister aus Charleroi. Mit Spirou BC erreichte er zweimal über eine Qualifikationsrunde die Hauptrunde des höchsten europäischen Vereinswettbewerb Euroleague, was einer belgischen Vereinsmannschaft zuvor knapp ein Jahrzehnt lang nicht mehr gelungen war. Im Qualifikationswettbewerb wurde dabei jeweils der zweite deutsche Vertreter Alba Berlin besiegt. In der ersten Gruppenphase war dann für den erneuten belgischen Meister von 2011 jeweils Endstation in diesem Wettbewerb. Zum Jahreswechsel 2011/12 wechselte Mallet zum israelischen Spitzenklub Maccabi Tel Aviv, wobei sich Spirou eine Option auf die Rückkehr nach dessen Vertragsende bei Maccabi sicherte. Nach dem Ausscheiden des israelischen Vereins in den Viertelfinal-Play-offs der Euroleague löste dieser auch den Vertrag mit Mallet auf und dieser kehrte zu Spirou zurück. In den anschließenden belgischen Meisterschafts-Play-offs verpasste man jedoch im fünften und entscheidenden Finalspiel gegen Telenet Ostende nach einer Niederlage in der Verlängerung einen erneuten Meisterschaftserfolg.
In der Basketball-Bundesliga 2012/13 spielte Mallet bei den Dragons aus dem Artland erneut in Deutschland, konnte jedoch an frühere Erfolge nicht anschließen. Nach einem vierten Platz im BBL-Pokal 2013 schied man als Sechster der Hauptrunde ohne Sieg in der ersten Play-off-Runde um die Meisterschaft gegen den vormaligen Vizemeister Ratiopharm Ulm aus. Anschließend kehrte Mallet zum Spirou BC nach Charleroi zurück, spielte später wieder in Badalona sowie in der ersten französischen Liga in Nancy. Im Februar 2018 gab er das Ende seiner Spielerlaufbahn bekannt. Er gründete ein Unternehmen, das unterschiedliche Basketball-Dienstleistungen anbietet, darunter das Erstellen von Fertigkeitsberichten von Spielern, Talentsichtung und -förderung.

## Erfolge
- 2010/2011: Spieler des Jahres der belgischen Liga (benannt von eurobasket.com)[18]
- 2010/2011: Belgischer Meister mit Spirou BC
- 2007/2008: ULEB-Cup-Sieger mit DKV Joventut
- 2007/2008: Spanischer Pokalsieger mit DKV Joventut de Badalona
- 2006/2007: Deutscher Pokalsieger mit RheinEnergie Köln
- 2006/2007: Most Valuable Player des BBL All-Star Games (14 Punkte, 10 Assists)
- 2005/2006: Bester Korbschütze von GHP Bamberg (15,6 PPG); außerdem MVP bei der Wahl der Bamberger Fans
- 2004/2005: Deutscher Meister mit GHP Bamberg und bester Bamberger Korbschütze (16,1 PPG)
- 2002/2003: Halbfinale mit TXU Energie Braunschweig (Alba Berlin gewann die Serie mit 3:2)
- 2002 und 2003: Braunschweigs Sportler des Jahres